# Sauna Open Air
Sauna Open Air Metal Festival, forkortet Sauna Open Air eller bare Sauna, er blevet den største metalfestival i Norden. Festivalen finder sted i Ratinanniemi park i Tampere, Finland og havde sit debut i 2004. Fra den 8. – den 10. juni i 2006 var mere end 20.000 ankommet for at se bands som Cradle of Filth, Finntroll, Iggy & The Stooges, Lordi, Twisted Sister og W.A.S.P..
I 2007 havde festivalen samlet et publikum på over 22.000 hvilket var en rekord for Sauna Open Air. 

## Bands
Headliners er skrevet med fed.

### 2004
Children of Bodom,
Diablo,
Dreamtale,
Finntroll,
Helloween,
Lordi,
My Fate,
Nightwish,
Swallow the Sun,
Tarot,
Thunderstone,
Twilightning,
Underwear.

### 2005
Amoral,
Deathchain,
Dio,
Dreamtale,
Kiuas,
Kotipelto,
Machine Men,
Megadeth,
Mokoma,
Moonsorrow,
Norther,
Pain,
Roctum,
Sentenced,
Slayer,
Sonata Arctica,
Teräsbetoni.

### 2006
April,
The Black League,
Blake,
Charon,
Cradle of Filth,
Diablo,
Ensiferum,
Finntroll,
The Flaming Sideburns,
Iggy & The Stooges,
Kiuas,
Lordi,
Stam1na,
Turmion Kätilöt,
Twisted Sister,
Verjnuarmu,
W.A.S.P.

### 2007
Ari Koivunen,
Dark Tranquillity,
Dimmu Borgir,
Entwine,
Heaven and Hell,
Korpiklaani,
Kotipelto,
Kotiteollisuus,
Leverage,
Los Bastardos Finlandeses,
Megadeth,
Pain Confessor,
Poisonblack,
Sabaton,
Sonata Arctica,
Stam1na,
Swallow the Sun,
Thunderstone,
Timo Rautiainen,
Type O Negative,
Violent Storm (cancelled).

### 2008
Airbourne,
Amorphis,
Sebastian Bach,
Graham Bonnet & Joe Lynn Turner,
Children of Bodom,
Diablo,
Eläkeläiset,
Iiwanajulma,
Kiuas,
KYPCK,
Masterstroke,
Mokoma,
MoonMadness,
Rytmihäiriö,
Scorpions,
Sonata Arctica,
Stam1na,
Stone,
Testament,
Tracedawn,
When the Empire Falls,
Whitesnake,
Widescreen Mode.

### 2009
45 Degree Woman,
Amorphis,
Apocalyptica,
Bullet,
Deuteronomium,
Duff McKagan's Loaded,
Finntroll,
Hardcore Superstar (cancelled),
HammerFall,
Kamelot,
Kotiteollisuus,
Medeia,
Meshuggah (cancelled),
Mötley Crüe,
Nightwish,
Omnium Gatherum,
Poisonblack,
Prestige,
Profane Omen,
Soilwork,
Sparzanza,
Stratovarius,
Sturm und Drang,
Thor,
Viikate.

### 2010
Amorphis,
Anvil,
Audrey Horne,
August Burns Red,
Danzig,
Death Angel,
Doom Unit,
Glamour of the Kill,
Grave Digger,
Hail!,
Insomnium,
Kiss,
Peer Günt,
Poisonblack,
Ratt (cancelled),
Tarot,
The 69 Eyes,
Sonata Arctica,
Stam1na,
Steel Panther,
Suburban Tribe,
Whitechapel.

### 2011
Judas Priest,
Ozzy Osbourne,
Helloween,
Omnium Gatherum,
Saxon,
Doro,
Cavalera Conspiracy,
Rytmihäiriö,
Mokoma,
Tarot,
Blake,
Anthriel,
Moonsorrow,
Turisas,
Viikate,
Joey Belladonna,
Dio Disciples,
Queensrÿche,
Accept,
Battle Beast,
Sparzanza

### 2013
Nightwish,
Opeth,
Children of Bodom,
Bloodred Hourglass,
Finntroll,
Lost Society,
Volbeat,
Hardcore Superstar,
Sabaton,
Hatebreed,
Crashdïet,
Stam1na,
Omnium Gatherum,
Egokills,
Ghost Voyage

### 2019
W.A.S.P.,
Amorphis,
D-A-D,
Santa Cruz,
Marko Hietala,
Mokoma,
Flat Earth,
Whitesnake,
Europe,
Sonata Arctica,
Battle Beast,
Skindred,
Brother Firetribe,
One Desire